# Фердінан Герольд (композитор)
Луї-Жозеф-Фердіна́н Геро́льд (фр. Louis-Joseph-Ferdinand Hérold, 28 січня 1791, Париж — 19 січня 1833, там само) — французький композитор, найбільш відомий як автор музики до балету «La fille mal gardée» (у перекладі: Марна обережність). Батько політика Фердінана Герольда.

## Біографія

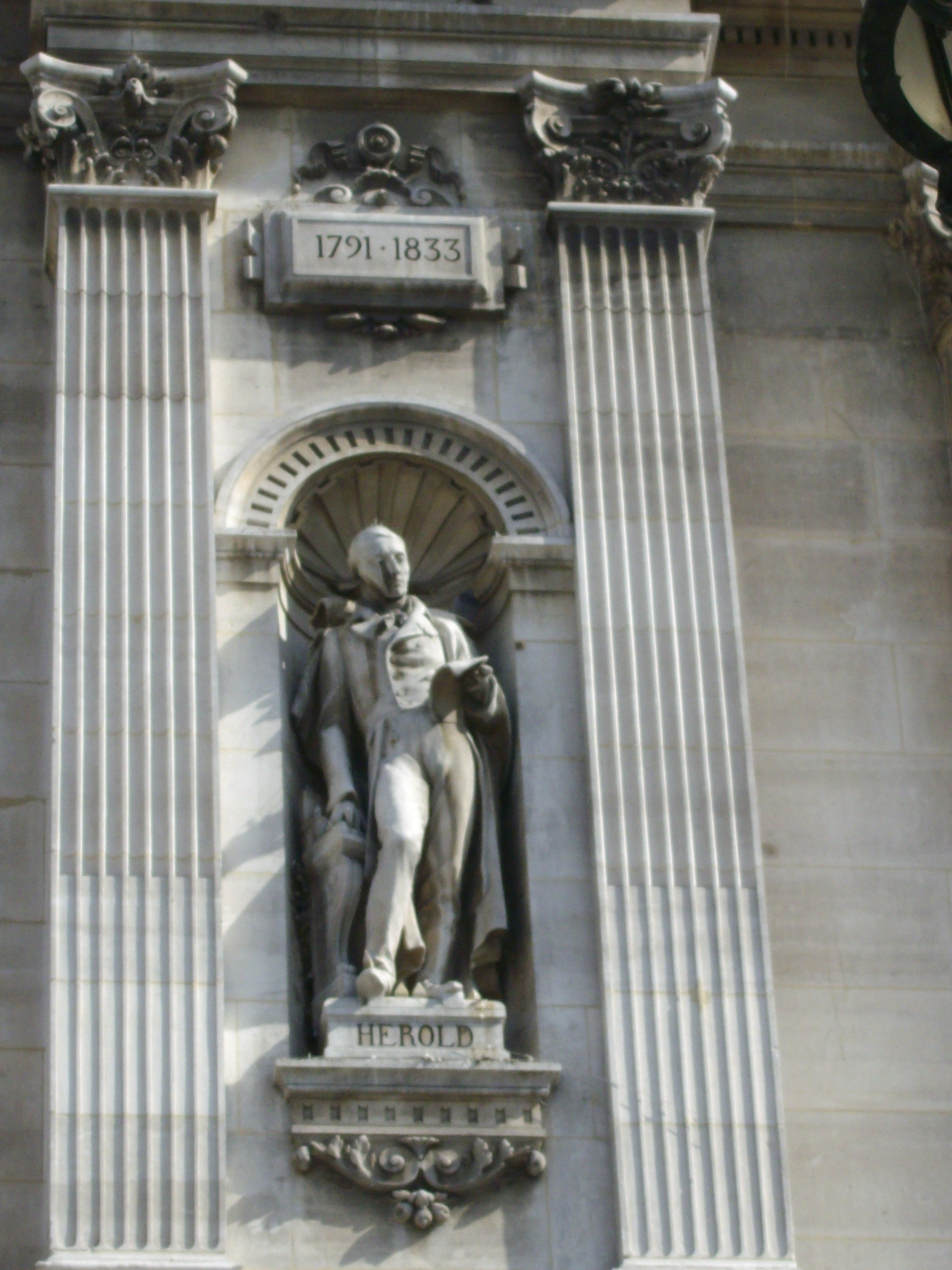
Статуя композитора на будівлі паризької мерії

Народився в сім'ї ельзаського піаніста і композитора Франсуа-Жозефа Герольда (François-Joseph Hérold, 1755—1802) і Жанни Габріелі Паскаль (Jeanne-Gabrielle Pascal) і був їх єдиним сином. Навчався гри на фортеп'яно в Паризькій консерваторії у свого хрещеного батька Жана-Луї Адана (батька знаменитого композитора Адольфа Адана), та Етьєнна Мегюля (композиція). Після закінчення консерваторії 1812 року отримав Римську премію за кантату «Мадемуазель де Лавальєр», після чого два роки працював у Римі. Театральний дебют композитора відбувся 1815 року в Неаполі, коли публіці театру Сан-Карло було представлено його одноактну оперу «Юність Генріха V».
Повернувшись до Парижа, писав як опери (переважно комічні), і балети. Тісно співпрацював з паризькою Оперою та балетмейстером Жаном-П'єром Омером, який був постановником усіх його балетів на сцені Опери Ле Пелетьє.
Останнім твором, над яким почав працювати Герольд, була опера «Людовік». Після смерті композитора партитуру закінчив Фроманталь Галеві. На тему цієї опери Фридерик Шопен написав фортепіанні варіації.

## Твори
Опери
- «Юність Генріха V» (італ. La gioventu di Enrico Quinto, 1815)
- «Скромниці» (1817)
- «Дзвіночок» (1817)
- «Цампа, або Мармурова наречена» (1831)
- «Луг писарів» («Пре-де-клер», фр. Pré aux Clercs), за романом Проспера Меріме «Хроніка царювання Карла IX», 1832)
- «Марі»
- «Людовик» (1833)

Балети 
- 29 січня 1827 — «Астольф і Жоконд, або Шукачі пригод»
- 19 вересня 1827 — «Сомнамбула», за сценарієм Ежена Скріба
- 2 липня 1828 — «Лідія»
- 17 листопада 1828 — «Марна обережність»
- 27 квітня 1829 — «Красуня сплячого лісу»